# مقاطعات ومناطق إنجلترا المراسيمية
مقاطعات ومناطق إنجلترا المقسمة حسب سلطات اللورد-ملازم ، والتي يشار إليها أيضًا باسم مناطق الملازم في إنجلترا  والمعروفة بشكل غير رسمي بالمقاطعات المراسيمية ،  هي مناطق في إنجلترا يتم تعيين اللوردات الملازمين فيها. من الناحية القانونية، يتم تعريف المناطق في إنجلترا وكذلك في ويلز واسكتلندا بموجب قانون الملازم لعام 1997 على أنها "مقاطعات ومناطق لأغراض بسط سلطة اللورد-ملازم في بريطانيا العظمى"، على عكس المناطق المستخدمة للحكومة المحلية. تُعرف أيضًا بشكل غير رسمي باسم "المقاطعات الجغرافية"،  لتمييزها عن الأنواع الأخرى من مقاطعات إنجلترا .

## التاريخ

المقاطعات الاحتفالية قبل إنشاء لندن الكبرى في عام 1965 (تصور كل شركة مقاطعة كجزء من مقاطعتها الرئيسية)

التمييز بين المقاطعة لأغراض الملازمة والمقاطعة للأغراض الإدارية ليس جديداً، في بعض الحالات كانت مؤسسة المقاطعة تقوم بتعيين ملازمها الخاص (على الرغم من أنه غالبًا ما يتم تعيين ملازم المقاطعة المحتوية في هذا المنصب أيضًا)، وقد تم التعامل مع دوائر يوركشاير الثلاث على أنها ثلاث مقاطعات حسب أغراض تقسيم اللورد-ملازم منذ القرن السابع عشر.

## روابط خارجية
- Text of the Lieutenancies Act 1997 as in force today (including any amendments) within the United Kingdom, from legislation.gov.uk.